# Siegerrebe

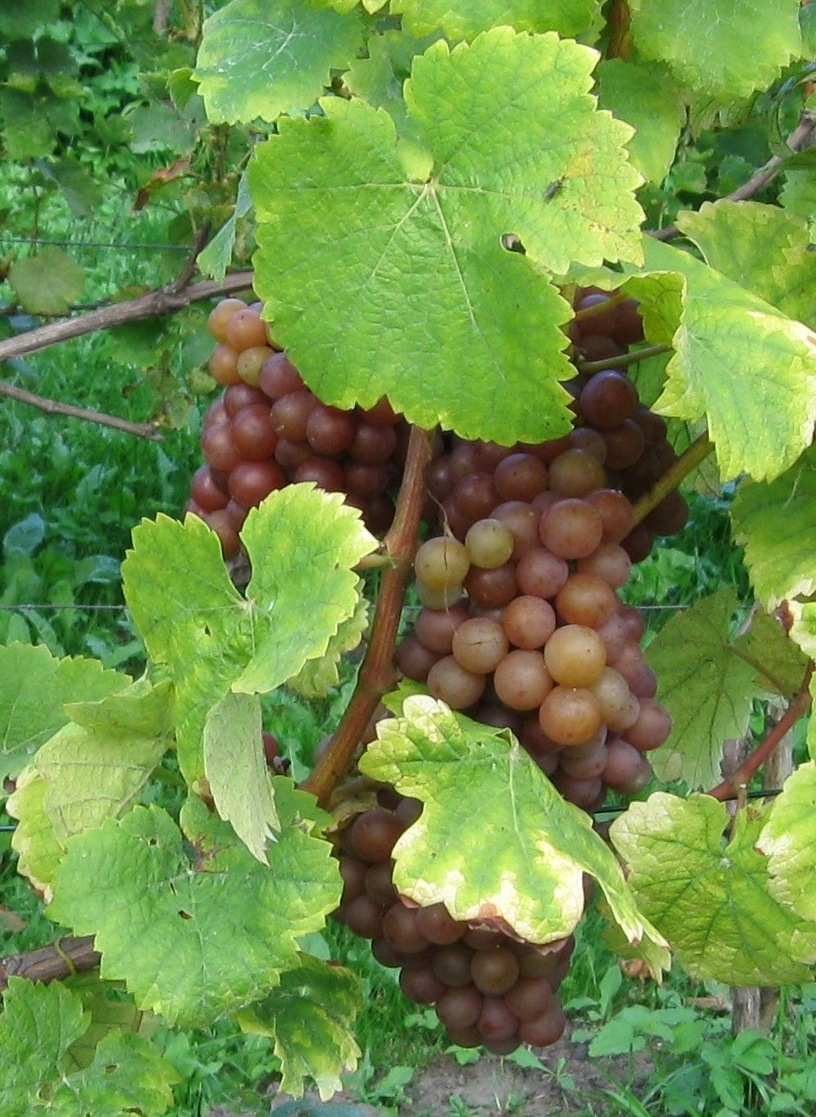
Siegerrebe in Polen (2013)

Die Siegerrebe ist eine Weißweinsorte, deren Beeren leicht rötlich sind. Sie ist eine Neuzüchtung, die aus einer Kreuzung zwischen Madeleine Angevine und Gewürztraminer aus dem Jahr 1929 entstand. Die Angaben zu den Kreuzungseltern konnten in der Zwischenzeit durch DNA-Analyse bestätigt werden. Züchter war der an der Alzeyer Landesanstalt für Rebenzüchtung tätige Dr. Georg Scheu (bekannt durch die nach ihm benannte Scheurebe). 1958 wurde der Sortenschutz erteilt und sie wurde in die Sortenliste eingetragen. Laut Georg Scheus ursprünglichen Angaben sei die Sorte aus einer frei abgeblühten Mutterpflanze der Sorte Madeleine Angevine entstanden.
Die sehr früh reifende wuchskräftige Sorte, die recht hohe Mostgewichte erreichen kann (ca. 15 Grad Öchsle mehr als Standardsorten wie der Riesling), wird hauptsächlich in Rheinhessen und der Pfalz angebaut. Im Jahr 1971 erntete das Weingut Emil Bauer in der Pfalz Beeren der Siegerrebe mit einem Mostgewicht von 326 Grad Oechsle. Diese Mostgewicht war bis zum Jahrgang 2003 das höchste je gemessene in Deutschland.
In Deutschland waren im Jahr 2019 71Hektar mit der Siegerrebe bestockt, davon 70 Hektar in Rheinland-Pfalz. Im Jahr 2006 waren es noch 110 Hektar Anbaufläche bestockt, nachdem im Jahr 1999 immerhin 167 Hektar erhoben wurden. Sie kann fast 10 Tage vor dem frühreifenden Gutedel geerntet werden und wird somit auch in Ländern mit unvorteilhaftem Klima eingesetzt. Die Siegerrebe ist somit auch in Belgien und England zugelassen. Kleinste Bestände sind auch in der Schweiz bekannt (0,08 Hektar, Stand 2009, Quelle: Office fédéral de l'agriculture OFAG).
Vor allem im Frühherbst wird Federweißer aus früh reifenden Rebsorten wie Bacchus, Ortega oder Siegerrebe hergestellt.
Der Weißwein verfügt über eine moderat kräftige Säure (→ Säure (Wein)), die meist um 2–3 Promille unter den Werten des Müller-Thurgau liegt. Die Erträge liegen bei Werten von 40 bis 80 Hektoliter/Hektar und sind somit moderat hoch. Generell gilt jedoch: wenn die Rebe nicht zurückgeschnitten wird (→ Reberziehung), besteht die Gefahr zu hoher Erträge mit der damit einhergehenden Reduzierung der Qualität. Siegerrebe ist eine Varietät der Edlen Weinrebe (Vitis vinifera). Sie besitzt zwittrige Blüten und ist somit selbstfruchtend. Beim Weinbau wird der ökonomische Nachteil vermieden, keinen Ertrag liefernde, männliche Pflanzen anbauen zu müssen.
Die Siegerrebe diente außerdem als Grundlage für weitere Neuzüchtungen, wie zum Beispiel den Ortega. Sie eignet sich für aromatische Brände und ist als Wein zu Blauschimmelkäsen beliebt.
Siehe auch die Artikel Weinbau in Deutschland, Weinbau im Vereinigten Königreich und Weinbau in der Schweiz sowie die Liste von Rebsorten.
Synonyme: Zuchtnummer Az 7957, Sieger
Abstammung: Madeleine Angevine x Gewürztraminer